# Aleksandra Kiriaszowa
Aleksandra Aleksandrowna Kiriaszowa, ros. Александра Александровна Киряшова (ur. 21 sierpnia 1985 w Leningradzie), rosyjska lekkoatletka specjalizująca się w skoku o tyczce.

## Osiągnięcia
- srebrny medal mistrzostw świata juniorów młodszych (Debreczyn 2001)
- złoto olimpijskiego festiwalu młodzieży Europy (Murcja 2001)
- brąz mistrzostw Europy juniorów (Tampere 2003)
- złoty medal na młodzieżowych mistrzostwach Europy (Debreczyn 2007)
- złoto Uniwersjady (Bangkok 2007)
- 4. miejsce podczas halowych mistrzostw Europy (Turyn 2009)
- 9. lokata na mistrzostwach świata (Berlin 2009)
- wygrana na uniwersjadzie (Shenzhen 2011)
- złota medalistka mistrzostw Rosji

## Rekordy życiowe
- skok o tyczce (stadion) – 4,65 (2009 i 2011)
- skok o tyczce (hala) – 4,65 (2010)